# Линьси (Чифэн)
Линьси́ (кит. упр. 林西, пиньинь Línxī) — уезд городского округа Чифэн автономного района Внутренняя Монголия (КНР). Название уезда означает «к западу от хошуна Байрин».

## История
Люди здесь появились ещё пять тысяч лет назад. Здесь были обнаружены горшки, предположительно, из эпохи неолита.
В 1908 году здесь был образован уезд Баси (巴西县), впоследствии переименованный в Линьси (иероглифы Ба и Линь взяты из китайской транскрипции названия хошуна Байрин — 巴林). После Синьхайской революции он вошёл в состав провинции Жэхэ.
В 1949 году уезд был передан из состава провинции Жэхэ в новообразованный Автономный район Внутренняя Монголия, и вошёл в состав аймака Джу-Уд (昭乌达盟). В 1969 году он вместе с аймаком перешёл в состав провинции Ляонин, в 1979 году возвращён в состав Внутренней Монголии. В 1983 году аймак был преобразован в городской округ Чифэн.

## Экономика
Основу экономики уезда составляют молоко, мясо, травы, фрукты, выращивание овощей в промышленных масштабах, формирование уникальных сельскохозяйственной и животноводческой базы. Из полезных ископаемых разведаны медь, олово, серебро, свинец, цинк, железо, флюорит, известняк, мрамор, черные металлы, драгоценные металлы, нерудные полезные ископаемые. Животноводство в основном дает шерсть.

## Административное деление
Уезд Линьси делится на 7 посёлков и 2 волости.